# جان گرافلند
جان گرافلند (هلندی: Jan Graafland؛ ۲۱ اوت ۱۹۰۹ – تاریخ ورودی نامعتبر است) بازیکن فوتبال اهل هلند بود.

## تیم ملی
وی همچنین در تیم ملی فوتبال هلند بازی کرده‌است.